# Аба (куртка)
Аба (арм. Աբա) — короткая (до талии) распашная одежда из войлочного меха в системе традиционной армянской мужской одежды. Абу изготовляли из войлочной ткани с длинным ворсом. У молодёжи она обшивалась широкой (до 10 см) позолоченной тесьмой, «сверкающей как солнце». Подобную верхнюю одежду мужчины охотно носили и летом.